# Лаґуя
Ла́ґуя (ест. Laguja küla) — село в Естонії, у волості Нио повіту Тартумаа.

## Населення
Чисельність населення на 31 грудня 2011 року становила 42 особи.

## Географія
Через населений пункт проходить автошлях 22158 (Елва — Кінстлі).